# آتش‌بس (فیلم ۱۹۹۷)
آتش‌بس (ایتالیایی: La Tregua) فیلمی به کارگردانی فرانچسکو روزی است که در سال ۱۹۹۸ منتشر شد. از بازیگران آن می‌توان به جان تورتورو و راده سربزیا اشاره کرد.